# Colasposoma wittei
Colasposoma wittei é uma espécie de escaravelho de folha da República Democrática do Congo. Foi primeiro descrito pelo entomologista belga Louis Jules Léon Burgeonl [nl] em 1941.